# Municipio de Amor (Dakota del Norte)
El municipio de Amor (en inglés: Amor Township) es un municipio ubicado en el condado de Bowman en el estado estadounidense de Dakota del Norte. En el año 2010 tenía una población de 16 habitantes y una densidad poblacional de 0,17 personas por km².

## Geografía
El municipio de Amor se encuentra ubicado en las coordenadas 46°4′35″N 103°33′18″O / 46.07639, -103.55500. Según la Oficina del Censo de los Estados Unidos, el municipio tiene una superficie total de 92.92 km², de la cual 92,85 km² corresponden a tierra firme y (0,08 %) 0,08 km² es agua.

## Demografía
Según el censo de 2010, había 16 personas residiendo en el municipio de Amor. La densidad de población era de 0,17 hab./km². De los 16 habitantes, el municipio de Amor estaba compuesto por el 100 % blancos. Del total de la población el 0 % eran hispanos o latinos de cualquier raza.